# Doc McGhee
Doc Mcghee, född 1950 är en amerikansk musikmanager som tidigare varit manager för till exempel Mötley Crüe, men är sedan 1996 manager för Kiss.